# Rana tagoi
Rana tagoi (japanisch タゴガエル Tagogaeru) ist eine Froschart aus der Gattung der Echten Frösche, die in Japan verbreitet ist.

## Systematik
Die Art wurde 1928 von dem japanischen Herpetologen Yaichirō Okada wissenschaftlich erstbeschrieben. Sie stellt vermutlich einen Artkomplex dar. Das Artepitheton tagoi wurde zu Ehren von Katsuya Tago benannt, einem Amphibienspezialisten.
2023 wurden zwei der drei Unterarten zu eigenständigen Arten erhoben, es verblieb nur die Nominatform 
- Rana tagoi Okada, 1928 (jap. タゴガエル Tagogaeru)

Gleichzeitig wurden Populationen auf den Gotō-Inseln als eigene Art Rana matsuoi beschrieben.
Ausgegliederte Arten:
- Rana matsuoi Eto & Matsui, 2023
- Rana okiensis Daito, 1969 (jap. オキタゴガエル Oki-Tagogaeru)
- Rana yakushimensis Nakatani & Okada, 1966 (jap. ヤクシマタゴガエル Yakushima-Tagogaeru)

## Verbreitungsgebiet
Rana tagoi ist in Japan endemisch. Die Art kommt auf den Hauptinseln Honshū, Kyūshū und Shikoku vor sowie auf vorgelagerten Inseln. Die ehemalige Unterart R. okinesis ist auf Dōgo und Nishinoshima im namensgebenden Oki-Archipel verbreitet und R. yakushimaensis auf Yakushima. Populationen auf den Gotō-Inseln wurden der neuen ArtenRana matsuoi zugeordnet.

## Beschreibung
Die Art hat eine Kopf-Rumpf-Länge von 3,1 bis 5,4 cm bei Weibchen und 3,0 bis 5,8 cm bei Männchen. Die Grundfarbe variiert von graubraun bis rötlich hellbraun. Die Froschlurche haben eine ausgeprägte dorsolaterale Hautfalte, die hinter dem Trommelfell einen Knick aufweist. Mittig auf dem Rücken zwischen den Trommelfellen befindet sich oft ein dunkler Fleck, jedoch kaum andere Flecken auf dem Rücken und an den Seiten. Der Kopf ist kurz und breit. Die dunkle Pupille steht waagerecht. Ein dunkler Streifen verläuft vom Nasenloch über das Auge und dahinter diagonal nach unten bis zum Ansatz der Vorderbeine. Auf den Beinen verlaufen oft dunkle, zebraartige Streifen. Eine ähnlich aussehende Art ist Rana ornativentris. Die Kaulquappen erreichen eine Größe von 2,2 bis 2,8 cm und sind nur leicht pigmentiert. Der Karyotyp weist 2n = 28 Chromosomen auf.

## Lebensweise
Die Paarungszeit dauert von März bis Ende Juni. Die Weibchen legen etwa 30 bis 160 Eier unterirdisch in Quellen, die Bäche speisen. Die bevorzugte Wassertemperatur liegt zwischen 9 und 14 °C. Die Kaulquappen scheinen über die Eier mit ausreichend Nährstoffen versorgt zu werden, sodass sie keine andere Nahrung benötigen. Sie entwickeln sich rasch und metamorphisieren in der Regel im Juli. Die Geschlechtsreife wird ab einer Kopf-Rumpf-Länge von etwa 3 cm im Herbst des Folgejahres erreicht.
Die Art lebt an mit Laub bedeckten Böden von Wäldern. Sie ist in Bergregionen verbreitet, wo sie in Höhen bis mindestens 2000 m vorkommt. Die Nahrung besteht aus Insekten, Spinnen und Schnecken.

## Status
Die IUCN stuft die Art aufgrund ihres großen Verbreitungsgebiets als nicht gefährdet (least concern) ein und den Populationstrend als stabil.